# Uragano (film 2007)
Uragano (Flood) è un film del 2007 diretto da Tony Mitchell.

## Trama
Una tempesta molto forte sferza l'Inghilterra, mettendo a rischio le vite di milioni di persone. Gli ingegneri Rob, la sua ex moglie Sam ed il padre Leonard hanno poco tempo per salvare la città.